# Nosodendron africanum
Nosodendron africanum is een keversoort uit de familie van de boomsapkevers (Nosodendridae). De wetenschappelijke naam van de soort is voor het eerst geldig gepubliceerd in 1989 door Endrödy-Younga.